# Dusona ferruginea
Dusona ferruginea är en stekelart som beskrevs av Walkley 1963. Dusona ferruginea ingår i släktet Dusona och familjen brokparasitsteklar. Inga underarter finns listade i Catalogue of Life.